# Jorja Miller
Jorja Miller, född 8 februari 2004, är en nyzeeländsk rugbyspelare. Hon ingick i det nyzeeländska lag som tog guld i sjumannarugby vid OS 2024 i Paris.